# HMS Conqueror (1801)
Pour les autres navires du même nom, voir HMS Conqueror.
Le HMS Conqueror est un navire de ligne de 3e rang de 74 canons construit pour la Royal Navy. Lancé le 23 novembre 1801 à Harwich, il est l'unique navire de sa classe à posséder un tel tirant d'eau.
Alors que la plupart des navires de son rang possèdent 28 canons de 18 livres en batterie haute, le Conqueror en transporte 30, ainsi que 10 canons de 9 livres sur les bastingages au lieu des 12 habituels.

## Histoire
Le Conqueror participe à la bataille de Trafalgar sous les ordres du capitaine Israel Pellew, frère d'Edward Pellew. Ce sera le capitaine de son détachement de Royal Marines qui acceptera la reddition du commandant de la flotte franco-espagnole, l'amiral Villeneuve, et recevra son épée à bord du Bucentaure. 
Le Conqueror sera démoli en 1822.